# Víctor Unamuno
Víctor Unamuno Ibarzabal (Bergara, 21 maggio 1909 – Durango, 20 maggio 1988) è stato un calciatore spagnolo, di ruolo attaccante.

## Carriera
Esordì con l'Athletic Club con cui vinse due campionati della Primera División spagnola e quattro Coppe di Spagna.
Nel 1933 passò al Betis, con cui vinse un altro scudetto.
Dopo la guerra civile spagnola ritornò a vestire la maglia bianco-rossa dell'Athletic, risultando il top scorer nella stagione 1939-1940 con 26 reti, vincendo il Trofeo Pichichi.

## Palmarès

### Club

#### Competizioni nazionali
- Campionato spagnolo: 3

Athletic Bilbao: 1929-1930, 1930-1931
Betis Siviglia: 1934-1935
- Coppa di Spagna: 4

Athletic Bilbao: 1930, 1931, 1932, 1933

### Individuale
- Pichichi: 1

1939-1940